# Molo (Iloilo City)
Molo ist einer der sieben Stadtbezirke von Iloilo City, Hauptstadt der Provinz Iloilo. Er liegt an der Südküste der Insel Panay an der Straße von Iloilo auf den Philippinen. Mit 70.318 Einwohnern (Zensus 2010) liegt Molo nach Jaro an zweiter Stelle unter den Stadtbezirken.
Ursprünglich im Jahr 1581 vom spanischen General Ronguillo de Peñalosa als das Pariancillo de Molo oder Chinesenviertel gegründet, lag die Stadtgemeinde nur wenige Kilometer von der spanischen Siedlung Villa de Arevalo entfernt. Hier blühte einst der kommerzielle Handel und diente als Haupteingangspunkt für chinesische Einwanderer nach Panay. Es ist auch das Herkunftsort des beliebten Nudelgerichts "Pancit Molo". Molo wurde damals gelegentlich von muslimischen Piraten  aus Mindanao heimgesucht und wurde hauptsächlich von den Jesuiten und Dominikaner christianisiert. Zentrum der Stadtgemeinde ist der Plaza Molo wo auch jährlich im Juni das Fiesta de Molo stattfindet. Hier befindet sich auch die historische Iglesia de Santa Ana oder besser bekannt als die Molo Kirche. Als Haupthandelsstrasse gilt der M.H. del Pilar Street, wo sich heute zwei Universitäten, eine Fachhochschule, 3 öffentliche Schulen, private Luxushotels und etliche Geschäfte befinden.  
Seit 1937 ist Molo ein Stadtbezirk von Iloilo City.

## Gliederung
Der Stadtbezirk Molo ist in 25 Barangays unterteilt:
| Barangay              | Einwohner |
| --------------------- | --------- |
| Calumpang             | 11.113    |
| Cochero               | 1.088     |
| Compania              | 3.717     |
| East Baluarte         | 1.745     |
| East Timawa           | 1.279     |
| Habog-Habog Salvacion | 2.117     |
| Infante               | 1.380     |
| Kasingkasing          | 2.601     |
| Katilingban           | 1.142     |
| Molo Boulevard        | 7.600     |
| North Avanceña        | 732       |
| North Baluarte        | 4.136     |
| North Fundidor        | 2.042     |
| North San Jose        | 1.503     |
| Poblacion Molo        | 820       |
| San Antonio           | 2.080     |
| San Juan              | 9.840     |
| San Pedro             | 2.780     |
| South Baluarte        | 1.403     |
| South Fundidor        | 3.190     |
| South San Jose        | 2.301     |
| Taal                  | 940       |
| Tap-oc                | 600       |
| West Habog-Habog      | 2.219     |
| West Timawa           | 1.950     |
| Gesamt                | 70.318    |